# Per legittima accusa
Per legittima accusa (Guilty as Sin) è un film del 1993 diretto da Sidney Lumet.

## Trama
Il donnaiolo David Greenhill, accusato di aver ucciso la moglie per intascarsi l'eredità, chiede all'avvocata di successo Jennifer Haines di rappresentarlo al processo. Jennifer accetta perché crede che questo caso possa portare maggiore notorietà al suo studio legale. La scelta di David però non è casuale, infatti ha seguito in aula le ultime arringhe di Jennifer.
L'uomo si professa innocente, ma si comporta stranamente insinuandosi nella vita privata dell'avvocata, tanto che Jennifer inizia a temerlo e, rischiando la cancellazione dall'albo, chiede al giudice di poter abbandonare il cliente approfittando del fatto che non fosse in regola con il pagamento della parcella; la richiesta però viene respinta. Intanto Moe, fedele collaboratore di Jennifer da molti anni, inizia ad investigare su David e scopre che in passato ha avuto relazioni con delle donne che poi sono morte. Jennifer cerca di sabotare il proprio cliente portando delle prove nel suo appartamento sperando che questo porti ad una sua condanna. David sa che dietro a tutto ciò c'è lei e si vendica pestando violentemente il suo compagno Phil.
Il processo si chiude, ma dato che la giuria non è giunta ad un verdetto unanime dovrà essere ripetuto. David si trova da solo con Jennifer nell'aula giudiziaria e le confessa, non solo di aver ucciso la moglie, ma anche che la segue da diverso tempo e di aver piazzato prove che possano ricondurla ad una complicità nel delitto. Jennifer inizia a pensare come fronteggiare l'uomo con l'aiuto dei documenti di Moe per rivelare tutto, anche a costo della sua carriera. Lo psicopatico, però, uccide Moe e dà fuoco al suo ufficio. David poi raggiunge Jennifer e tenta di gettarla giù dalla ringhiera, ma la donna si aggrappa ai suoi vestiti facendolo cadere insieme a lei. Nella caduta David muore sul colpo mentre Jennifer, seppure ferita, sopravvive.

## Critica
Massimo Bertarelli su il Giornale scrive: 